# Scyphostachys pedunculatus
Scyphostachys pedunculatus är en måreväxtart som beskrevs av George Henry Kendrick Thwaites. Scyphostachys pedunculatus ingår i släktet Scyphostachys och familjen måreväxter.
Artens utbredningsområde är Sri Lanka. Inga underarter finns listade i Catalogue of Life.